# Фонокарта
Фонокартата (или телефонна карта) е пластмасов или хартиен носител с големина 85,6 × 54 mm (размерите на кредитна карта), използван за заплащане на телефонни услуги от улични телефони. Обикновено фонокартата се купува с определена сума, от която се изважда стойността на провежданите разговори. При изчерпване на сумата се купува нова карта, а не се зарежда старата.
От фонокартата възниква SIM картата, затова имат еднакъв вид. Първоначално SIM картата е предвидено да се ползва и от уличен телефон чрез собствения ѝ номер, а по-късно вече започва да се поставя в мобилен телефон.